# Aviva Kempner

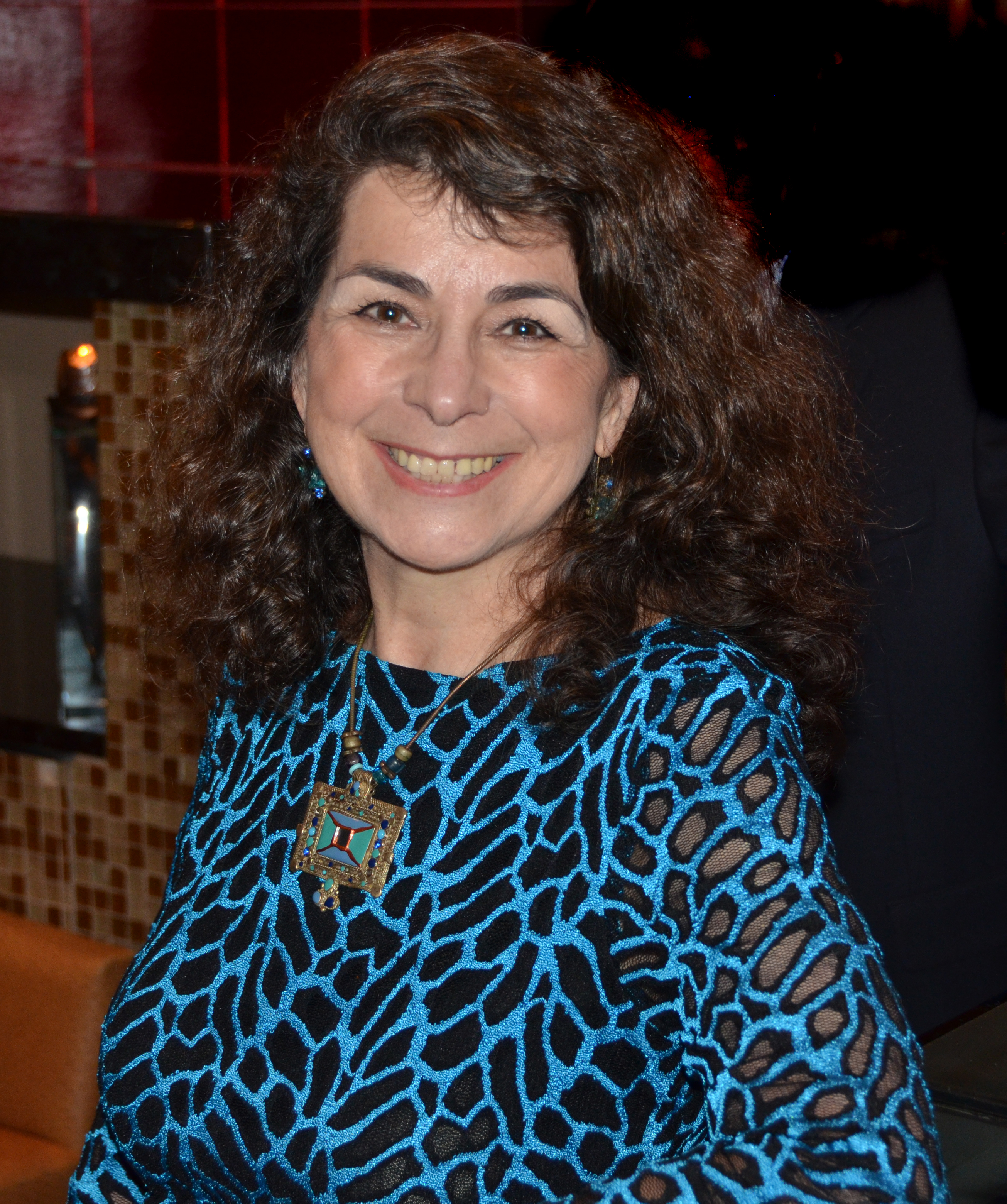
Aviva Kempner, 2011

Aviva Kempner (geboren am 23. Dezember 1946 in Berlin) ist eine amerikanische Drehbuchautorin, Regisseurin und Produzentin von Dokumentarfilmen über jüdische Persönlichkeiten des 20. Jahrhunderts.

## Leben
Aviva Kempner ist die Tochter eines amerikanischen Vaters aus Litauen und einer polnischen Mutter, die den Holocaust überlebt hatte. Ihr Vater, Harold C. Kempner, war als jüdischer GI der US-Army an der Befreiung Berlins beteiligt. Die ersten Lebensjahre verbrachte sie in Berlin. 1950 zog die Familie nach Detroit, wo Aviva Kempner aufwuchs. Heute lebt sie in Washington, D.C. Ihr Studium an der University of Michigan schloss sie 1971 mit dem Master of Arts ab.
Seit 1979 macht sie Independent-Filme. Der Wunsch, ihre Eltern zu verstehen, beeinflusste ihre Karriere als Filmemacherin. Bekannt wurde sie mit ihrem 1986 produzierten Dokumentarfilm Partisans of Vilna, für den sie auch das Drehbuch schrieb. Er rekonstruiert mit Dutzenden von Zeitzeugen-Interviews den Widerstand gegen die Nazis, den eine Gruppe von jungen jüdischen Frauen und Männern, darunter Abba Kovner, im Ghetto Vilnius organisierte. Ihre folgenden Filme sind Biografien amerikanischer Juden des 20. Jahrhunderts, die sie selbst „under-known Jewish heroes“ nennt, wie Hank Greenberg, Gertude Berg, Julius Rosenwald, und mit denen sie stereotype Bilder von Juden aufbricht. Ihre Filme erhielten zahlreiche Preise.
1990 gründete sie das Washington Jewish Film Festival (WJFF), das größte und älteste jüdische Filmfestival in den Vereinigten Staaten. Sie war 1996 Stipendiatin eines Guggenheim Fellowship. 2001 wurde sie mit dem Women of Vision award, der von der Women in Film and Television International vergeben wird, sowie dem Media Arts award der National Foundation for Jewish Culture ausgezeichnet.  Seit den 1990er Jahren schreibt sie Filmkritiken u. a. für The Boston Globe, The Jewish Week und The Washington Post.

## Filmografie
- Partisans of Vilna (1986)
- The Life and Times of Hank Greenberg (1999). Der Film wurde 2000 u. a. mit dem Chicago Film Critics Association Award und dem National Society of Film Critics Award als bester Dokumentarfilm ausgezeichnet.[5]
- Today I Vote for My Joey (2002)
- Yoo-Hoo, Mrs. Goldberg (2009). Für den Film erhielt Aviva Kempner zahlreiche Preise.[6]
- Rosenwald (2015)